# Roger Bacon
Roger Bacon ou Rogério Bacon OFM, (Ilchester, Somerset, 1214 – Oxford, 1294), também conhecido como Doctor Mirabilis (Doutor Admirável em latim), foi um dos mais famosos frades de seu tempo. Ele foi um Padre e filósofo inglês que deu bastante ênfase ao empirismo e ao uso da matemática no estudo da natureza. Estudou nas universidades de Oxford e Paris. Contribuiu em áreas importantes como a Mecânica, a Filosofia, a Geografia e principalmente a Óptica.

## Vida e obra
Bacon viveu um período de forte atividade intelectual e proliferação de universidades através da Europa.
Por volta de 1240 ingressou para a Ordem dos Franciscanos, onde, fortemente influenciado por Robert Grosseteste, dedicou-se a estudos nos quais introduziu a observação da natureza e a experimentação como fundamentos do conhecimento natural. Roger Bacon vai um passo além de seu tutor e descreve o método científico como um ciclo repetido de observação, hipótese, experimentação e necessidade de verificação independente. Ele registrava a forma em que conduzia seus experimentos em detalhes precisos a fim de que outros pudessem reproduzir seus experimentos e testar os resultados — essa possibilidade de verificação independente é parte fundamental do método científico contemporâneo.

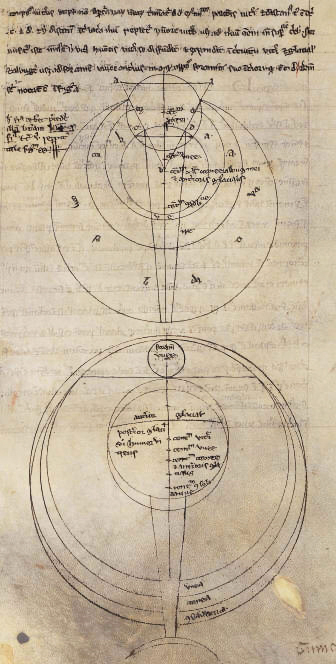
Estudo sobre óptica.

Seus avanços nos estudos da Óptica possibilitaram a invenção dos óculos e seriam em breve imprescindíveis para a invenção de instrumentos como o telescópio e o microscópio.
Ele propagou o conceito de "leis da natureza", fato importante num período do século XIII em que estavam ocorrendo constantes modificações no pensamento filosófico e na filosofia da natureza. "Seus escritos, na verdade, mostram as virtudes e não os vícios da escolástica — a mistura do dogma religioso com a filosofia, que era a marca registrada do pensamento da intelectualidade ocidental entre os séculos IX e XV." (Ronan, Colin A. História Ilustrada da Ciência, volume 2. Universidade de Cambridge. pp. 142 e 143).
A sua principal obra é Opus majus, em 7 partes.
Em 1277, proposições relacionadas à astrologia de Bacon foram condenadas por Tempier, bispo de Paris. Por sua vez, Bacon promoveu uma defesa de seus pontos de vista publicando a obra Speculum astronomiae.

## Trabalho alquímico
Roger Bacon também se destacou pelo seu trabalho de alquimia. Seus experimentos deram origem a lendas sobre suas façanhas, como, por exemplo, dele ter construído uma cabeça mecânica de bronze que era capaz de prever o futuro. Uma famosa citação dele era a que ele comparava o trabalho alquímico com uma horta: mesmo se colhesse o que não pretendia, ter-se-ia cultivado e melhorado a colheita. Descobrira a pólvora, era capaz de acender uma vela com uma lente e seus estudos contribuíram para o desenvolvimento de um telescópio primitivo, que mais tarde seria criado por Galileu.
Na obra "O Nome da Rosa", do escritor italiano Umberto Eco, é feita menção a Roger Bacon. Segundo o autor, ele seria fonte de inspiração para o franciscano Guilherme de Baskerville, personagem central daquela obra. Assim como Bacon, frei Guilherme é um monge excêntrico e com conhecimento avançado para a época.